# رابرت تیلور (دونده، زاده ۱۹۴۸)
رابرت تیلور (انگلیسی: Robert Taylor؛ ۱۴ سپتامبر ۱۹۴۸ – ۱۳ نوامبر ۲۰۰۷) دونده اهل ایالات متحده آمریکا بود.